# SO36

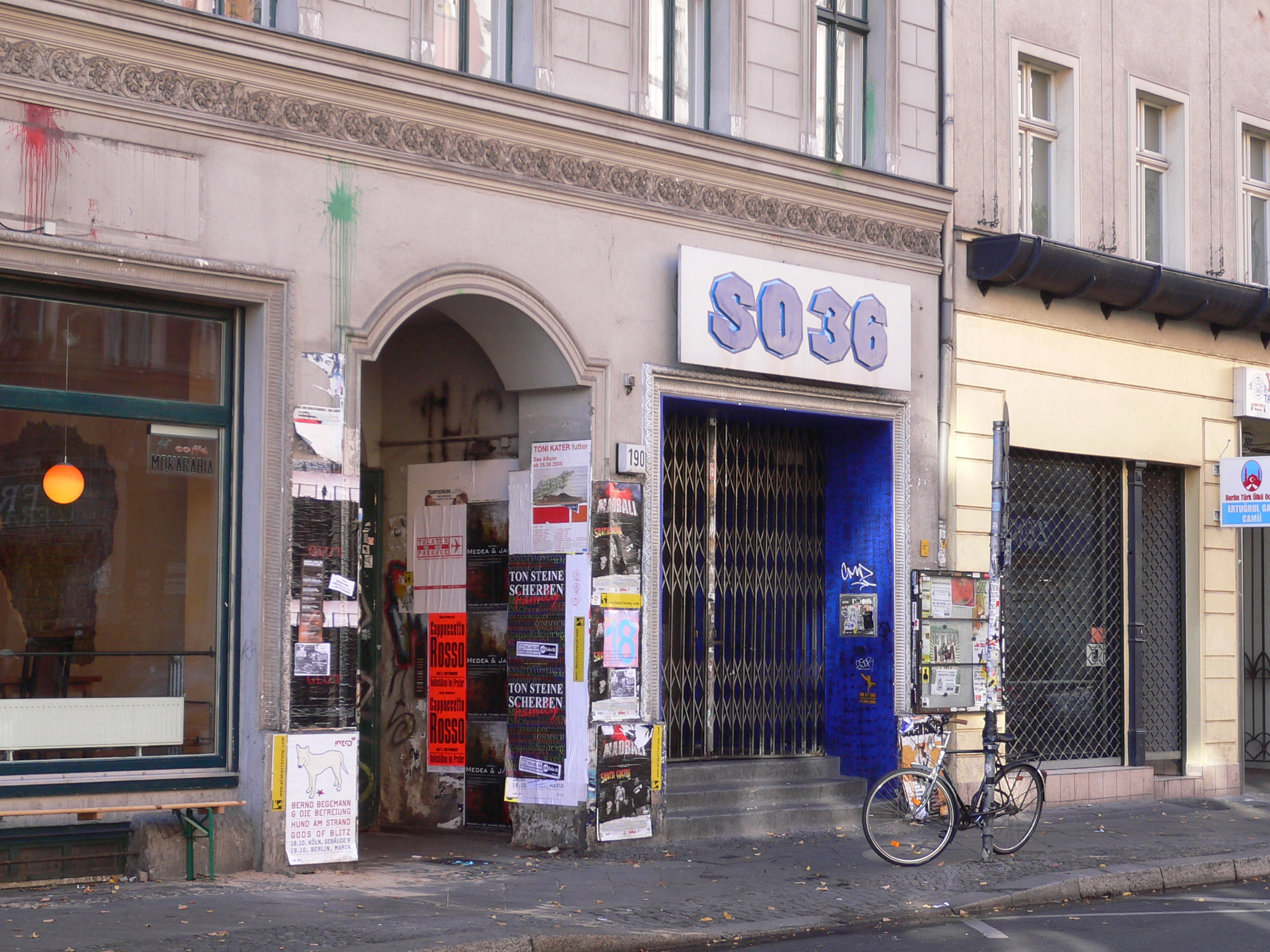
SO36

SO36 är en klubb i stadsdelen Kreuzberg i Berlin. SO36 ligger i det före detta postområdet SO 36 på Oranienstrasse i närheten av Heinrichplatz.
Omkring 1980 utvecklades SO36 till ett centrum för punken och rocken och här har legendariska spelaningar gjorts av band som Die Ärzte, Die Toten Hosen och Einstürzende Neubauten.